# محوطه صفی‌آباد
محوطه صفی آباد مربوط به دوره اشکانیان - دوره ساسانیان - دوره سلجوقیان است و در شهرستان کرمانشاه، بخش مرکز ی، دهستان میان دربند، شمال شرقی روستای صفی آباد واقع شده و این اثر در تاریخ ۱۵ دی ۱۳۸۷ با شمارهٔ ثبت ۲۴۰۹۹ به‌عنوان یکی از آثار ملی ایران به ثبت رسیده است.